# Mundopa myittae
Mundopa myittae är en insektsart som beskrevs av William Lucas Distant 1906. Mundopa myittae ingår i släktet Mundopa och familjen kilstritar. Inga underarter finns listade i Catalogue of Life.